# Jacek Janiszewski (śpiewak)
Jacek Janiszewski (ur. 20 lutego 1969 w Warszawie) − polski śpiewak operowy, bas.
Jest absolwentem Akademii Muzycznej w Warszawie w klasie prof. Romana Węgrzyna. Jako stypendysta Ministerstwa Kultury i Sztuki odbył studia podyplomowe w Bułgarii (1998).
Laureat wielu konkursów dla wokalistów m.in. III Międzynarodowego Konkursu Wokalnego im. Stanisława Moniuszki w Warszawie (1998), IV Konkursu Wokalistów w Dusznikach-Zdroju (1996) oraz Konkursu „Belvedere” w Wiedniu. Finalista konkursów Operalia Placido Domingo w Tokio (1997) oraz „New Voices 1997” w Gütersloh (Niemcy), laureat IV nagrody VII Międzynarodowego Konkursu Sztuki Wokalnej im. Ady Sari w Nowym Sączu (1997).
W 1997 roku wyjechał z Polski i związał się z Teatrem Operowym we Flensburgu. Występując w Operze Narodowej wcielał się w role Zbigniewa w „Strasznym Dworze”, Leporella oraz Komandora w „Don Giovannim”, Sarastra w Czarodziejskim flecie, Don Alfonso w Così fan tutte i Figara w Weselu Figara Mozarta, Colline w Cyganerii Pucciniego, Zunigi w Carmen Bizeta, Don Basilia w Cyruliku sewilskim Rossiniego, Sparafucile w Rigoletto i Banca w Makbecie Verdiego,  Casarza Altouma w Turandot Pucciniego, Pimena w Borysie Godunowie Modesta Musorgskiego, Dalanda w Holendrze tułaczu Wagnera.
Współpracował z wieloma orkiestrami wykonując repertuar oratoryjny m.in. Filharmonią Narodową, Filharmonią Szczecińską, Sinfonia Varsovia, Staatskapelle Berlin, Münchner Symfoniker, (m.in."Mesjasz” Haendla, „Stworzenie świata” i „Pory roku” Haydna).
Występował w wielu festiwalach w kraju i za granicą (Warszawska Jesień, Beethovenowski w Warszawie, Chopinowski w Dusznikach-Zdroju, Festiwal im. A.Didura w Sanoku, Wexford Opera Festival w Irlandii, Festiwal Basów w Samarze i in.). Ma na swoim koncie recitale w Filharmonii Sofijskiej, w Teatrze Bolszoj w Moskwie i w Radiu Berlińskim. Latem 2002 roku dokonał nagrania opery „Daphne”  R. Straussa na Festiwalu Straussowskim w Garmisch-Partenkirchen. W maju 2003 odniósł wielki sukces w operze Uprowadzenie z seraju w Staatsoper Hannover, gdzie jest stałym gościem. Od grudnia 2005 jest zaangażowany w Teatrze Operowym w Bielefeld. We wrześniu 2006 powstały nagrania z orkiestrą Royal Philharmonic Liverpool nagrodzone znakomitymi krytykami.
Od maja 2006 występował w trzech częściach Tryptyku Świętokrzyskiego autorstwa Piotra Rubika i Zbigniewa Książka: „Psałterz wrześniowy”, „Tu Es Petrus” oraz „Świętokrzyska Golgota”.